# Quatre Jours de Dunkerque 2023
Les Quatre Jours de Dunkerque 2023 sont la 67e édition de cette course cycliste masculine sur route. Ils ont lieu en six étapes du 16 au 21 mai 2023 dans la région Hauts-de-France, en France, et font partie du calendrier UCI ProSeries 2023 en catégorie 2.Pro. 

## Présentation

### Parcours
Les six étapes parcourent les cinq départements de la région des Hauts-de-France. Les villes ou communes de Dunkerque, Abbeville, Compiègne, Laon, Saint-Quentin, Maubeuge, Achicourt, Roubaix, Cassel et Avion accueillent les coureurs soit au départ soit à l'arrivée d'une étape. On note aussi le grand retour d’un contre-la-montre individuel dans les rues de Saint-Quentin. Le dernier contre-la-montre avait été organisé en 2009 à Douai.

### Équipes
20 équipes participent à la course : 8 WorldTeams, 8 ProTeams et 4 équipes continentales :
| WorldTeams (8)- AG2R Citroën Team - Astana Qazaqstan Team - Cofidis - Groupama-FDJ - Intermarché-Circus-Wanty - Jumbo-Visma - Soudal Quick-Step - Arkéa-Samsic ProTeams (8)- Bingoal WB - Bolton Equities Black Spoke Pro Cycling - Equipo Kern Pharma - Human Powered Health - Lotto Dstny - Team Flanders-Baloise - TotalEnergies - Uno-X Pro Cycling Team Équipes continentales (4)- CIC U Nantes Atlantique - Van Rysel-Roubaix Lille Métropole - Nice Métropole Côte d'Azur - Saint Michel-Mavic-Auber 93 |
| |

## Étapes
| Étape     | Date   | Villes étapes                 | type                        | Distance (km) | Vainqueur d'étape  | Leader du classement général |
| --------- | ------ | ----------------------------- | --------------------------- | ------------- | ------------------ | ---------------------------- |
| 1re étape | 16 mai | Dunkerque – Abbeville         | étape de plaine             | 196,6         | Olav Kooij         | Olav Kooij                   |
| 2e étape  | 17 mai | Compiègne – Laon              | étape de plaine             | 169,9         | Romain Grégoire    | Samuel Leroux                |
| 3e étape  | 18 mai | Saint-Quentin – Saint-Quentin | contre-la-montre individuel | 15,9          | Benjamin Thomas    | Benjamin Thomas              |
| 4e étape  | 19 mai | Maubeuge – Achicourt          | étape de plaine             | 173,8         | Olav Kooij         | Kasper Asgreen               |
| 5e étape  | 20 mai | Roubaix – Cassel              | étape de plaine             | 187,7         | Per Strand Hagenes | Romain Grégoire              |
| 6e étape  | 21 mai | Avion – Dunkerque             | étape de plaine             | 182,6         | Tim Merlier        | Romain Grégoire              |

## Déroulement de la course

### 1reétape
Le jeune Néerlandais Olav Kooij remporte le sprint où une chute se produit, mettant notamment au sol Arnaud De Lie, victime de plusieurs fractures (clavicule, côte, sternum).
| \| Classement de l'étape \| Classement de l'étape \| Classement de l'étape \| Classement de l'étape \| Classement de l'étape \| \| Coureur \| Coureur \| Pays \| Équipe \| Temps \| \| --------------------- \| --------------------- \| --------------------- \| ------------------------ \| --------------------- \| \| 1er \| Olav Kooij \| Pays-Bas \| Jumbo-Visma \| 4 h 31 min 18 s \| \| 2e \| Max Walscheid \| Allemagne \| Cofidis \| + 0 s \| \| 3e \| Paul Penhoët \| France \| Groupama-FDJ \| + 0 s \| \| 4e \| Tim Merlier \| Belgique \| Soudal Quick-Step \| + 0 s \| \| 5e \| Daniel McLay \| Royaume-Uni \| Arkéa-Samsic \| + 0 s \| \| 6e \| Matteo Malucelli \| Italie \| Bingoal WB \| + 0 s \| \| 7e \| Gerben Thijssen \| Belgique \| Intermarché-Circus-Wanty \| + 0 s \| \| 8e \| Erlend Blikra \| Norvège \| Uno-X Pro Cycling Team \| + 0 s \| \| 9e \| Stanisław Aniołkowski \| Pologne \| Human Powered Health \| + 0 s \| \| 10e \| Peter Sagan \| Slovaquie \| TotalEnergies \| + 0 s \| |                       |             |                          |                 |
| |                       |             |                          |                 |
| Source : ProCyclingStats |                       |             |                          |                 |
| Classement de l'étape |                       |             |                          |                 |
| Coureur | Coureur               | Pays        | Équipe                   | Temps           |
| 1er | Olav Kooij            | Pays-Bas    | Jumbo-Visma              | 4 h 31 min 18 s |
| 2e | Max Walscheid         | Allemagne   | Cofidis                  | + 0 s           |
| 3e | Paul Penhoët          | France      | Groupama-FDJ             | + 0 s           |
| 4e | Tim Merlier           | Belgique    | Soudal Quick-Step        | + 0 s           |
| 5e | Daniel McLay          | Royaume-Uni | Arkéa-Samsic             | + 0 s           |
| 6e | Matteo Malucelli      | Italie      | Bingoal WB               | + 0 s           |
| 7e | Gerben Thijssen       | Belgique    | Intermarché-Circus-Wanty | + 0 s           |
| 8e | Erlend Blikra         | Norvège     | Uno-X Pro Cycling Team   | + 0 s           |
| 9e | Stanisław Aniołkowski | Pologne     | Human Powered Health     | + 0 s           |
| 10e | Peter Sagan           | Slovaquie   | TotalEnergies            | + 0 s           |

| \| Classement général \| Classement général \| Classement général \| Classement général \| Classement général \| \| Coureur \| Coureur \| Pays \| Équipe \| Temps \| \| ------------------ \| ------------------ \| ------------------ \| --------------------------------------- \| ------------------ \| \| 1er \| Olav Kooij \| Pays-Bas \| Jumbo-Visma \| 4 h 31 min 08 s \| \| 2e \| Max Walscheid \| Allemagne \| Cofidis \| + 4 s \| \| 3e \| Paul Penhoët \| France \| Groupama-FDJ \| + 6 s \| \| 4e \| Alex Colman \| Belgique \| Team Flanders-Baloise \| + 7 s \| \| 5e \| Samuel Leroux \| France \| Van Rysel-Roubaix Lille Métropole \| + 7 s \| \| 6e \| Mathis Le Berre \| France \| Arkéa-Samsic \| + 7 s \| \| 7e \| Anthony Turgis \| France \| TotalEnergies \| + 7 s \| \| 8e \| Peter Sagan \| Slovaquie \| TotalEnergies \| + 8 s \| \| 9e \| Mark Stewart \| Royaume-Uni \| Bolton Equities Black Spoke Pro Cycling \| + 8 s \| \| 10e \| Jannik Steimle \| Allemagne \| Soudal Quick-Step \| + 9 s \| |                 |             |                                         |                 |
| |                 |             |                                         |                 |
| Source : ProCyclingStats |                 |             |                                         |                 |
| Classement général |                 |             |                                         |                 |
| Coureur | Coureur         | Pays        | Équipe                                  | Temps           |
| 1er | Olav Kooij      | Pays-Bas    | Jumbo-Visma                             | 4 h 31 min 08 s |
| 2e | Max Walscheid   | Allemagne   | Cofidis                                 | + 4 s           |
| 3e | Paul Penhoët    | France      | Groupama-FDJ                            | + 6 s           |
| 4e | Alex Colman     | Belgique    | Team Flanders-Baloise                   | + 7 s           |
| 5e | Samuel Leroux   | France      | Van Rysel-Roubaix Lille Métropole       | + 7 s           |
| 6e | Mathis Le Berre | France      | Arkéa-Samsic                            | + 7 s           |
| 7e | Anthony Turgis  | France      | TotalEnergies                           | + 7 s           |
| 8e | Peter Sagan     | Slovaquie   | TotalEnergies                           | + 8 s           |
| 9e | Mark Stewart    | Royaume-Uni | Bolton Equities Black Spoke Pro Cycling | + 8 s           |
| 10e | Jannik Steimle  | Allemagne   | Soudal Quick-Step                       | + 9 s           |

### 2eétape
Dans la montée finale et sinueuse vers la vieille ville de Laon, Romain Grégoire sort du peloton à 300 mètres de l'arrivée, laisse sur place les trois coureurs qui étaient partis devant et s'impose facilement. Grâce aux 11 secondes de bonifications engrangées lors des sprints intermédiaires des deux premières étapes, Samuel Leroux revêt le maillot de leader du classement général.
| \| Classement de l'étape \| Classement de l'étape \| Classement de l'étape \| Classement de l'étape \| Classement de l'étape \| \| Coureur \| Coureur \| Pays \| Équipe \| Temps \| \| --------------------- \| --------------------- \| --------------------- \| ---------------------- \| --------------------- \| \| 1er \| Romain Grégoire \| France \| Groupama-FDJ \| 3 h 59 min 05 s \| \| 2e \| Ethan Vernon \| Royaume-Uni \| Soudal Quick-Step \| + 0 s \| \| 3e \| Benoît Cosnefroy \| France \| AG2R Citroën Team \| + 0 s \| \| 4e \| Peter Sagan \| Slovaquie \| TotalEnergies \| + 0 s \| \| 5e \| Victor Lafay \| France \| Cofidis \| + 0 s \| \| 6e \| Benjamin Thomas \| France \| Cofidis \| + 0 s \| \| 7e \| Anthon Charmig \| Danemark \| Uno-X Pro Cycling Team \| + 0 s \| \| 8e \| Paul Penhoët \| France \| Groupama-FDJ \| + 0 s \| \| 9e \| Greg Van Avermaet \| Belgique \| AG2R Citroën Team \| + 0 s \| \| 10e \| Olav Kooij \| Pays-Bas \| Jumbo-Visma \| + 0 s \| |                   |             |                        |                 |
| |                   |             |                        |                 |
| Source : ProCyclingStats |                   |             |                        |                 |
| Classement de l'étape |                   |             |                        |                 |
| Coureur | Coureur           | Pays        | Équipe                 | Temps           |
| 1er | Romain Grégoire   | France      | Groupama-FDJ           | 3 h 59 min 05 s |
| 2e | Ethan Vernon      | Royaume-Uni | Soudal Quick-Step      | + 0 s           |
| 3e | Benoît Cosnefroy  | France      | AG2R Citroën Team      | + 0 s           |
| 4e | Peter Sagan       | Slovaquie   | TotalEnergies          | + 0 s           |
| 5e | Victor Lafay      | France      | Cofidis                | + 0 s           |
| 6e | Benjamin Thomas   | France      | Cofidis                | + 0 s           |
| 7e | Anthon Charmig    | Danemark    | Uno-X Pro Cycling Team | + 0 s           |
| 8e | Paul Penhoët      | France      | Groupama-FDJ           | + 0 s           |
| 9e | Greg Van Avermaet | Belgique    | AG2R Citroën Team      | + 0 s           |
| 10e | Olav Kooij        | Pays-Bas    | Jumbo-Visma            | + 0 s           |

| \| Classement général \| Classement général \| Classement général \| Classement général \| Classement général \| \| Coureur \| Coureur \| Pays \| Équipe \| Temps \| \| ------------------ \| ------------------ \| ------------------ \| --------------------------------------- \| ------------------ \| \| 1er \| Samuel Leroux \| France \| Van Rysel-Roubaix Lille Métropole \| 8 h 30 min 32 s \| \| 2e \| Olav Kooij \| Pays-Bas \| Jumbo-Visma \| + 1 s \| \| 3e \| Romain Grégoire \| France \| Groupama-FDJ \| + 1 s \| \| 4e \| Ethan Vernon \| Royaume-Uni \| Soudal Quick-Step \| + 5 s \| \| 5e \| Pier-André Côté \| Canada \| Human Powered Health \| + 5 s \| \| 6e \| Paul Penhoët \| France \| Groupama-FDJ \| + 7 s \| \| 7e \| Benoît Cosnefroy \| France \| AG2R Citroën Team \| + 7 s \| \| 8e \| Logan Currie \| Nouvelle-Zélande \| Bolton Equities Black Spoke Pro Cycling \| + 7 s \| \| 9e \| Mathis Le Berre \| France \| Arkéa-Samsic \| + 8 s \| \| 10e \| Peter Sagan \| Slovaquie \| TotalEnergies \| + 9 s \| |                  |                  |                                         |                 |
| |                  |                  |                                         |                 |
| Source : ProCyclingStats |                  |                  |                                         |                 |
| Classement général |                  |                  |                                         |                 |
| Coureur | Coureur          | Pays             | Équipe                                  | Temps           |
| 1er | Samuel Leroux    | France           | Van Rysel-Roubaix Lille Métropole       | 8 h 30 min 32 s |
| 2e | Olav Kooij       | Pays-Bas         | Jumbo-Visma                             | + 1 s           |
| 3e | Romain Grégoire  | France           | Groupama-FDJ                            | + 1 s           |
| 4e | Ethan Vernon     | Royaume-Uni      | Soudal Quick-Step                       | + 5 s           |
| 5e | Pier-André Côté  | Canada           | Human Powered Health                    | + 5 s           |
| 6e | Paul Penhoët     | France           | Groupama-FDJ                            | + 7 s           |
| 7e | Benoît Cosnefroy | France           | AG2R Citroën Team                       | + 7 s           |
| 8e | Logan Currie     | Nouvelle-Zélande | Bolton Equities Black Spoke Pro Cycling | + 7 s           |
| 9e | Mathis Le Berre  | France           | Arkéa-Samsic                            | + 8 s           |
| 10e | Peter Sagan      | Slovaquie        | TotalEnergies                           | + 9 s           |

### 3eétape
| \| Classement de l'étape \| Classement de l'étape \| Classement de l'étape \| Classement de l'étape \| Classement de l'étape \| \| Coureur \| Coureur \| Pays \| Équipe \| Temps \| \| --------------------- \| --------------------- \| --------------------- \| ---------------------- \| --------------------- \| \| 1er \| Benjamin Thomas \| France \| Cofidis \| 19 min 21 s \| \| 2e \| Niklas Larsen \| Danemark \| Uno-X Pro Cycling Team \| + 9 s \| \| 3e \| Kasper Asgreen \| Danemark \| Soudal Quick-Step \| + 14 s \| \| 4e \| Ethan Vernon \| Royaume-Uni \| Soudal Quick-Step \| + 26 s \| \| 5e \| Cees Bol \| Pays-Bas \| Astana Qazaqstan Team \| + 26 s \| \| 6e \| Lasse Norman Leth \| Danemark \| Uno-X Pro Cycling Team \| + 26 s \| \| 7e \| Samuel Watson \| Royaume-Uni \| Groupama-FDJ \| + 29 s \| \| 8e \| Mick van Dijke \| Pays-Bas \| Jumbo-Visma \| + 30 s \| \| 9e \| Brent Van Moer \| Belgique \| Lotto Dstny \| + 30 s \| \| 10e \| Romain Grégoire \| France \| Groupama-FDJ \| + 31 s \| |                   |             |                        |             |
| |                   |             |                        |             |
| Source : ProCyclingStats |                   |             |                        |             |
| Classement de l'étape |                   |             |                        |             |
| Coureur | Coureur           | Pays        | Équipe                 | Temps       |
| 1er | Benjamin Thomas   | France      | Cofidis                | 19 min 21 s |
| 2e | Niklas Larsen     | Danemark    | Uno-X Pro Cycling Team | + 9 s       |
| 3e | Kasper Asgreen    | Danemark    | Soudal Quick-Step      | + 14 s      |
| 4e | Ethan Vernon      | Royaume-Uni | Soudal Quick-Step      | + 26 s      |
| 5e | Cees Bol          | Pays-Bas    | Astana Qazaqstan Team  | + 26 s      |
| 6e | Lasse Norman Leth | Danemark    | Uno-X Pro Cycling Team | + 26 s      |
| 7e | Samuel Watson     | Royaume-Uni | Groupama-FDJ           | + 29 s      |
| 8e | Mick van Dijke    | Pays-Bas    | Jumbo-Visma            | + 30 s      |
| 9e | Brent Van Moer    | Belgique    | Lotto Dstny            | + 30 s      |
| 10e | Romain Grégoire   | France      | Groupama-FDJ           | + 31 s      |

| \| Classement général \| Classement général \| Classement général \| Classement général \| Classement général \| \| Coureur \| Coureur \| Pays \| Équipe \| Temps \| \| ------------------ \| ------------------ \| ------------------ \| ---------------------- \| ------------------ \| \| 1er \| Benjamin Thomas \| France \| Cofidis \| 8 h 50 min 04 s \| \| 2e \| Kasper Asgreen \| Danemark \| Soudal Quick-Step \| + 14 s \| \| 3e \| Ethan Vernon \| Royaume-Uni \| Soudal Quick-Step \| + 20 s \| \| 4e \| Romain Grégoire \| France \| Groupama-FDJ \| + 21 s \| \| 5e \| Cees Bol \| Pays-Bas \| Astana Qazaqstan Team \| + 26 s \| \| 6e \| Lasse Norman Leth \| Danemark \| Uno-X Pro Cycling Team \| + 26 s \| \| 7e \| Samuel Watson \| Royaume-Uni \| Groupama-FDJ \| + 29 s \| \| 8e \| Brent Van Moer \| Belgique \| Lotto Dstny \| + 30 s \| \| 9e \| Olav Kooij \| Pays-Bas \| Jumbo-Visma \| + 31 s \| \| 10e \| Peter Sagan \| Slovaquie \| TotalEnergies \| + 32 s \| |                   |             |                        |                 |
| |                   |             |                        |                 |
| Source : ProCyclingStats |                   |             |                        |                 |
| Classement général |                   |             |                        |                 |
| Coureur | Coureur           | Pays        | Équipe                 | Temps           |
| 1er | Benjamin Thomas   | France      | Cofidis                | 8 h 50 min 04 s |
| 2e | Kasper Asgreen    | Danemark    | Soudal Quick-Step      | + 14 s          |
| 3e | Ethan Vernon      | Royaume-Uni | Soudal Quick-Step      | + 20 s          |
| 4e | Romain Grégoire   | France      | Groupama-FDJ           | + 21 s          |
| 5e | Cees Bol          | Pays-Bas    | Astana Qazaqstan Team  | + 26 s          |
| 6e | Lasse Norman Leth | Danemark    | Uno-X Pro Cycling Team | + 26 s          |
| 7e | Samuel Watson     | Royaume-Uni | Groupama-FDJ           | + 29 s          |
| 8e | Brent Van Moer    | Belgique    | Lotto Dstny            | + 30 s          |
| 9e | Olav Kooij        | Pays-Bas    | Jumbo-Visma            | + 31 s          |
| 10e | Peter Sagan       | Slovaquie   | TotalEnergies          | + 32 s          |

### 4eétape
Seconde victoire au sprint pour Olav Kooij dans un peloton d'une soixantaine d'hommes parmi lesquels ne figure pas Benjamin Thomas qui cède son maillot de leader à Kasper Asgreen.
| \| Classement de l'étape \| Classement de l'étape \| Classement de l'étape \| Classement de l'étape \| Classement de l'étape \| \| Coureur \| Coureur \| Pays \| Équipe \| Temps \| \| --------------------- \| --------------------- \| --------------------- \| ------------------------ \| --------------------- \| \| 1er \| Olav Kooij \| Pays-Bas \| Jumbo-Visma \| 3 h 44 min 42 s \| \| 2e \| Gerben Thijssen \| Belgique \| Intermarché-Circus-Wanty \| + 0 s \| \| 3e \| Milan Fretin \| Belgique \| Team Flanders-Baloise \| + 0 s \| \| 4e \| Erlend Blikra \| Norvège \| Uno-X Pro Cycling Team \| + 0 s \| \| 5e \| Paul Penhoët \| France \| Groupama-FDJ \| + 0 s \| \| 6e \| Peter Sagan \| Slovaquie \| TotalEnergies \| + 0 s \| \| 7e \| Lorrenzo Manzin \| France \| TotalEnergies \| + 0 s \| \| 8e \| Tim Merlier \| Belgique \| Soudal Quick-Step \| + 0 s \| \| 9e \| Rüdiger Selig \| Allemagne \| Lotto Dstny \| + 0 s \| \| 10e \| Alexis Renard \| France \| Cofidis \| + 0 s \| |                 |           |                          |                 |
| |                 |           |                          |                 |
| Source : ProCyclingStats |                 |           |                          |                 |
| Classement de l'étape |                 |           |                          |                 |
| Coureur | Coureur         | Pays      | Équipe                   | Temps           |
| 1er | Olav Kooij      | Pays-Bas  | Jumbo-Visma              | 3 h 44 min 42 s |
| 2e | Gerben Thijssen | Belgique  | Intermarché-Circus-Wanty | + 0 s           |
| 3e | Milan Fretin    | Belgique  | Team Flanders-Baloise    | + 0 s           |
| 4e | Erlend Blikra   | Norvège   | Uno-X Pro Cycling Team   | + 0 s           |
| 5e | Paul Penhoët    | France    | Groupama-FDJ             | + 0 s           |
| 6e | Peter Sagan     | Slovaquie | TotalEnergies            | + 0 s           |
| 7e | Lorrenzo Manzin | France    | TotalEnergies            | + 0 s           |
| 8e | Tim Merlier     | Belgique  | Soudal Quick-Step        | + 0 s           |
| 9e | Rüdiger Selig   | Allemagne | Lotto Dstny              | + 0 s           |
| 10e | Alexis Renard   | France    | Cofidis                  | + 0 s           |

| \| Classement général \| Classement général \| Classement général \| Classement général \| Classement général \| \| Coureur \| Coureur \| Pays \| Équipe \| Temps \| \| ------------------ \| ------------------ \| ------------------ \| --------------------------------------- \| ------------------ \| \| 1er \| Kasper Asgreen \| Danemark \| Soudal Quick-Step \| 12 h 35 min 00 s \| \| 2e \| Ethan Vernon \| Royaume-Uni \| Soudal Quick-Step \| + 6 s \| \| 3e \| Olav Kooij \| Pays-Bas \| Jumbo-Visma \| + 7 s \| \| 4e \| Romain Grégoire \| France \| Groupama-FDJ \| + 7 s \| \| 5e \| Cees Bol \| Pays-Bas \| Astana Qazaqstan Team \| + 12 s \| \| 6e \| Samuel Watson \| Royaume-Uni \| Groupama-FDJ \| + 15 s \| \| 7e \| Brent Van Moer \| Belgique \| Lotto Dstny \| + 16 s \| \| 8e \| Peter Sagan \| Slovaquie \| TotalEnergies \| + 18 s \| \| 9e \| Logan Currie \| Nouvelle-Zélande \| Bolton Equities Black Spoke Pro Cycling \| + 19 s \| \| 10e \| Cédric Beullens \| Belgique \| Lotto Dstny \| + 26 s \| |                 |                  |                                         |                  |
| |                 |                  |                                         |                  |
| Source : ProCyclingStats |                 |                  |                                         |                  |
| Classement général |                 |                  |                                         |                  |
| Coureur | Coureur         | Pays             | Équipe                                  | Temps            |
| 1er | Kasper Asgreen  | Danemark         | Soudal Quick-Step                       | 12 h 35 min 00 s |
| 2e | Ethan Vernon    | Royaume-Uni      | Soudal Quick-Step                       | + 6 s            |
| 3e | Olav Kooij      | Pays-Bas         | Jumbo-Visma                             | + 7 s            |
| 4e | Romain Grégoire | France           | Groupama-FDJ                            | + 7 s            |
| 5e | Cees Bol        | Pays-Bas         | Astana Qazaqstan Team                   | + 12 s           |
| 6e | Samuel Watson   | Royaume-Uni      | Groupama-FDJ                            | + 15 s           |
| 7e | Brent Van Moer  | Belgique         | Lotto Dstny                             | + 16 s           |
| 8e | Peter Sagan     | Slovaquie        | TotalEnergies                           | + 18 s           |
| 9e | Logan Currie    | Nouvelle-Zélande | Bolton Equities Black Spoke Pro Cycling | + 19 s           |
| 10e | Cédric Beullens | Belgique         | Lotto Dstny                             | + 26 s           |

### 5eétape
Un peu avant la flamme rouge, Romain Grégoire attaque dans la montée du Mont Cassel. Il est suivi par le Norvégien Per Strand Hagenes qui déborde le Français dans les derniers mètres pour s'imposer. Consolation pour Grégoire qui s'empare du maillot de leader.
| \| Classement de l'étape \| Classement de l'étape \| Classement de l'étape \| Classement de l'étape \| Classement de l'étape \| \| Coureur \| Coureur \| Pays \| Équipe \| Temps \| \| --------------------- \| --------------------- \| --------------------- \| --------------------- \| --------------------- \| \| 1er \| Per Strand Hagenes \| Norvège \| Jumbo-Visma \| 4 h 42 min 29 s \| \| 2e \| Romain Grégoire \| France \| Groupama-FDJ \| + 0 s \| \| 3e \| Alexis Renard \| France \| Cofidis \| + 5 s \| \| 4e \| Brent Van Moer \| Belgique \| Lotto Dstny \| + 5 s \| \| 5e \| Greg Van Avermaet \| Belgique \| AG2R Citroën Team \| + 5 s \| \| 6e \| Benjamin Thomas \| France \| Cofidis \| + 8 s \| \| 7e \| Cees Bol \| Pays-Bas \| Astana Qazaqstan Team \| + 8 s \| \| 8e \| Olav Kooij \| Pays-Bas \| Jumbo-Visma \| + 11 s \| \| 9e \| Cédric Beullens \| Belgique \| Lotto Dstny \| + 14 s \| \| 10e \| Laurent Pichon \| France \| Arkéa-Samsic \| + 14 s \| |                    |          |                       |                 |
| |                    |          |                       |                 |
| Source : ProCyclingStats |                    |          |                       |                 |
| Classement de l'étape |                    |          |                       |                 |
| Coureur | Coureur            | Pays     | Équipe                | Temps           |
| 1er | Per Strand Hagenes | Norvège  | Jumbo-Visma           | 4 h 42 min 29 s |
| 2e | Romain Grégoire    | France   | Groupama-FDJ          | + 0 s           |
| 3e | Alexis Renard      | France   | Cofidis               | + 5 s           |
| 4e | Brent Van Moer     | Belgique | Lotto Dstny           | + 5 s           |
| 5e | Greg Van Avermaet  | Belgique | AG2R Citroën Team     | + 5 s           |
| 6e | Benjamin Thomas    | France   | Cofidis               | + 8 s           |
| 7e | Cees Bol           | Pays-Bas | Astana Qazaqstan Team | + 8 s           |
| 8e | Olav Kooij         | Pays-Bas | Jumbo-Visma           | + 11 s          |
| 9e | Cédric Beullens    | Belgique | Lotto Dstny           | + 14 s          |
| 10e | Laurent Pichon     | France   | Arkéa-Samsic          | + 14 s          |

| \| Classement général \| Classement général \| Classement général \| Classement général \| Classement général \| \| Coureur \| Coureur \| Pays \| Équipe \| Temps \| \| ------------------ \| ------------------ \| ------------------ \| --------------------- \| ------------------ \| \| 1er \| Romain Grégoire \| France \| Groupama-FDJ \| 17 h 17 min 30 s \| \| 2e \| Kasper Asgreen \| Danemark \| Soudal Quick-Step \| + 13 s \| \| 3e \| Olav Kooij \| Pays-Bas \| Jumbo-Visma \| + 17 s \| \| 4e \| Cees Bol \| Pays-Bas \| Astana Qazaqstan Team \| + 19 s \| \| 5e \| Brent Van Moer \| Belgique \| Lotto Dstny \| + 20 s \| \| 6e \| Ethan Vernon \| Royaume-Uni \| Soudal Quick-Step \| + 24 s \| \| 7e \| Alexis Renard \| France \| Cofidis \| + 27 s \| \| 8e \| Per Strand Hagenes \| Norvège \| Jumbo-Visma \| + 28 s \| \| 9e \| Peter Sagan \| Slovaquie \| TotalEnergies \| + 36 s \| \| 10e \| Samuel Watson \| Royaume-Uni \| Groupama-FDJ \| + 39 s \| |                    |             |                       |                  |
| |                    |             |                       |                  |
| Source : ProCyclingStats |                    |             |                       |                  |
| Classement général |                    |             |                       |                  |
| Coureur | Coureur            | Pays        | Équipe                | Temps            |
| 1er | Romain Grégoire    | France      | Groupama-FDJ          | 17 h 17 min 30 s |
| 2e | Kasper Asgreen     | Danemark    | Soudal Quick-Step     | + 13 s           |
| 3e | Olav Kooij         | Pays-Bas    | Jumbo-Visma           | + 17 s           |
| 4e | Cees Bol           | Pays-Bas    | Astana Qazaqstan Team | + 19 s           |
| 5e | Brent Van Moer     | Belgique    | Lotto Dstny           | + 20 s           |
| 6e | Ethan Vernon       | Royaume-Uni | Soudal Quick-Step     | + 24 s           |
| 7e | Alexis Renard      | France      | Cofidis               | + 27 s           |
| 8e | Per Strand Hagenes | Norvège     | Jumbo-Visma           | + 28 s           |
| 9e | Peter Sagan        | Slovaquie   | TotalEnergies         | + 36 s           |
| 10e | Samuel Watson      | Royaume-Uni | Groupama-FDJ          | + 39 s           |

### 6eétape
Sprint royal où Tim Merlier remonte Erlend Blikra quelques mètres avant la ligne d'arrivée.
| \| Classement de l'étape \| Classement de l'étape \| Classement de l'étape \| Classement de l'étape \| Classement de l'étape \| \| Coureur \| Coureur \| Pays \| Équipe \| Temps \| \| --------------------- \| --------------------- \| --------------------- \| ---------------------- \| --------------------- \| \| 1er \| Tim Merlier \| Belgique \| Soudal Quick-Step \| 3 h 56 min 38 s \| \| 2e \| Erlend Blikra \| Norvège \| Uno-X Pro Cycling Team \| + 0 s \| \| 3e \| Cees Bol \| Pays-Bas \| Astana Qazaqstan Team \| + 0 s \| \| 4e \| Olav Kooij \| Pays-Bas \| Jumbo-Visma \| + 0 s \| \| 5e \| Max Walscheid \| Allemagne \| Cofidis \| + 0 s \| \| 6e \| Rüdiger Selig \| Allemagne \| Lotto Dstny \| + 0 s \| \| 7e \| Milan Fretin \| Belgique \| Team Flanders-Baloise \| + 0 s \| \| 8e \| Paul Penhoët \| France \| Groupama-FDJ \| + 0 s \| \| 9e \| Hugo Hofstetter \| France \| Arkéa-Samsic \| + 0 s \| \| 10e \| Matteo Malucelli \| Italie \| Bingoal WB \| + 0 s \| |                  |           |                        |                 |
| |                  |           |                        |                 |
| Source : ProCyclingStats |                  |           |                        |                 |
| Classement de l'étape |                  |           |                        |                 |
| Coureur | Coureur          | Pays      | Équipe                 | Temps           |
| 1er | Tim Merlier      | Belgique  | Soudal Quick-Step      | 3 h 56 min 38 s |
| 2e | Erlend Blikra    | Norvège   | Uno-X Pro Cycling Team | + 0 s           |
| 3e | Cees Bol         | Pays-Bas  | Astana Qazaqstan Team  | + 0 s           |
| 4e | Olav Kooij       | Pays-Bas  | Jumbo-Visma            | + 0 s           |
| 5e | Max Walscheid    | Allemagne | Cofidis                | + 0 s           |
| 6e | Rüdiger Selig    | Allemagne | Lotto Dstny            | + 0 s           |
| 7e | Milan Fretin     | Belgique  | Team Flanders-Baloise  | + 0 s           |
| 8e | Paul Penhoët     | France    | Groupama-FDJ           | + 0 s           |
| 9e | Hugo Hofstetter  | France    | Arkéa-Samsic           | + 0 s           |
| 10e | Matteo Malucelli | Italie    | Bingoal WB             | + 0 s           |

## Classements finals

### Classement général final
| \| Classement général \| Classement général \| Classement général \| Classement général \| Classement général \| \| Coureur \| Coureur \| Pays \| Équipe \| Temps \| \| ------------------ \| ------------------ \| ------------------ \| --------------------- \| ------------------ \| \| 1er \| Romain Grégoire \| France \| Groupama-FDJ \| 21 h 14 min 08 s \| \| 2e \| Kasper Asgreen \| Danemark \| Soudal Quick-Step \| + 13 s \| \| 3e \| Cees Bol \| Pays-Bas \| Astana Qazaqstan Team \| + 15 s \| \| 4e \| Olav Kooij \| Pays-Bas \| Jumbo-Visma \| + 17 s \| \| 5e \| Brent Van Moer \| Belgique \| Lotto Dstny \| + 20 s \| \| 6e \| Ethan Vernon \| Royaume-Uni \| Soudal Quick-Step \| + 24 s \| \| 7e \| Alexis Renard \| France \| Cofidis \| + 27 s \| \| 8e \| Peter Sagan \| Slovaquie \| TotalEnergies \| + 36 s \| \| 9e \| Per Strand Hagenes \| Norvège \| Jumbo-Visma \| + 36 s \| \| 10e \| Samuel Watson \| Royaume-Uni \| Groupama-FDJ \| + 39 s \| |                    |             |                       |                  |
| |                    |             |                       |                  |
| Source : ProCyclingStats |                    |             |                       |                  |
| Classement général |                    |             |                       |                  |
| Coureur | Coureur            | Pays        | Équipe                | Temps            |
| 1er | Romain Grégoire    | France      | Groupama-FDJ          | 21 h 14 min 08 s |
| 2e | Kasper Asgreen     | Danemark    | Soudal Quick-Step     | + 13 s           |
| 3e | Cees Bol           | Pays-Bas    | Astana Qazaqstan Team | + 15 s           |
| 4e | Olav Kooij         | Pays-Bas    | Jumbo-Visma           | + 17 s           |
| 5e | Brent Van Moer     | Belgique    | Lotto Dstny           | + 20 s           |
| 6e | Ethan Vernon       | Royaume-Uni | Soudal Quick-Step     | + 24 s           |
| 7e | Alexis Renard      | France      | Cofidis               | + 27 s           |
| 8e | Peter Sagan        | Slovaquie   | TotalEnergies         | + 36 s           |
| 9e | Per Strand Hagenes | Norvège     | Jumbo-Visma           | + 36 s           |
| 10e | Samuel Watson      | Royaume-Uni | Groupama-FDJ          | + 39 s           |

### Classements annexes

#### Classement par points
| Classement par points | Classement par points | Classement par points | Classement par points             | Classement par points |
| Coureur               | Coureur               | Pays                  | Équipe                            | Points                |
| --------------------- | --------------------- | --------------------- | --------------------------------- | --------------------- |
| 1er                   | Olav Kooij            | Pays-Bas              | Jumbo-Visma                       | 41 pts                |
| 2e                    | Romain Grégoire       | France                | Groupama-FDJ                      | 28 pts                |
| 3e                    | Benjamin Thomas       | France                | Cofidis                           | 25 pts                |
| 4e                    | Tim Merlier           | Belgique              | Soudal Quick-Step                 | 25 pts                |
| 5e                    | Erlend Blikra         | Norvège               | Uno-X Pro Cycling Team            | 22 pts                |
| 6e                    | Paul Penhoët          | France                | Groupama-FDJ                      | 21 pts                |
| 7e                    | Cees Bol              | Pays-Bas              | Astana Qazaqstan Team             | 19 pts                |
| 8e                    | Ethan Vernon          | Royaume-Uni           | Soudal Quick-Step                 | 19 pts                |
| 9e                    | Max Walscheid         | Allemagne             | Cofidis                           | 18 pts                |
| 10e                   | Samuel Leroux         | France                | Van Rysel-Roubaix Lille Métropole | 17 pts                |

#### Classement de la montagne
| Classement de la montagne | Classement de la montagne | Classement de la montagne | Classement de la montagne               | Classement de la montagne |
| Coureur                   | Coureur                   | Pays                      | Équipe                                  | Points                    |
| ------------------------- | ------------------------- | ------------------------- | --------------------------------------- | ------------------------- |
| 1er                       | Alex Colman               | Belgique                  | Team Flanders-Baloise                   | 39 pts                    |
| 2e                        | Kenny Molly               | Belgique                  | Van Rysel-Roubaix Lille Métropole       | 23 pts                    |
| 3e                        | Tuur Dens                 | Belgique                  | Team Flanders-Baloise                   | 15 pts                    |
| 4e                        | Cériel Desal              | Belgique                  | Bingoal WB                              | 13 pts                    |
| 5e                        | Mathis Le Berre           | France                    | Arkéa-Samsic                            | 7 pts                     |
| 6e                        | Pier-André Côté           | Canada                    | Human Powered Health                    | 4 pts                     |
| 7e                        | Rait Ärm                  | Estonie                   | Van Rysel-Roubaix Lille Métropole       | 4 pts                     |
| 8e                        | Geoffrey Soupe            | France                    | TotalEnergies                           | 3 pts                     |
| 9e                        | Kasper Asgreen            | Danemark                  | Soudal Quick-Step                       | 2 pts                     |
| 10e                       | Logan Currie              | Nouvelle-Zélande          | Bolton Equities Black Spoke Pro Cycling | 2 pts                     |

#### Classement du meilleur jeune
| Classement du meilleur jeune | Classement du meilleur jeune | Classement du meilleur jeune | Classement du meilleur jeune            | Classement du meilleur jeune |
| Coureur                      | Coureur                      | Pays                         | Équipe                                  | Temps                        |
| ---------------------------- | ---------------------------- | ---------------------------- | --------------------------------------- | ---------------------------- |
| 1er                          | Romain Grégoire              | France                       | Groupama-FDJ                            | + 21 h 14 min 08 s           |
| 2e                           | Olav Kooij                   | Pays-Bas                     | Jumbo-Visma                             | + 17 s                       |
| 3e                           | Ethan Vernon                 | Royaume-Uni                  | Soudal Quick-Step                       | + 24 s                       |
| 4e                           | Alexis Renard                | France                       | Cofidis                                 | + 27 s                       |
| 5e                           | Per Strand Hagenes           | Norvège                      | Jumbo-Visma                             | + 36 s                       |
| 6e                           | Samuel Watson                | Royaume-Uni                  | Groupama-FDJ                            | + 39 s                       |
| 7e                           | Logan Currie                 | Nouvelle-Zélande             | Bolton Equities Black Spoke Pro Cycling | + 41 s                       |
| 8e                           | Paul Penhoët                 | France                       | Groupama-FDJ                            | + 1 min 52 s                 |
| 9e                           | Luca Van Boven               | Belgique                     | Bingoal WB                              | + 2 min 07 s                 |
| 10e                          | Antoine Raugel               | France                       | AG2R Citroën Team                       | + 2 min 38 s                 |

#### Classement par équipes
| Classement par équipes | Classement par équipes   | Classement par équipes | Classement par équipes |
| Équipe                 | Équipe                   | Pays                   | Temps                  |
| ---------------------- | ------------------------ | ---------------------- | ---------------------- |
| 1re                    | Jumbo-Visma              | Pays-Bas               | 63 h 44 min 41 s       |
| 2e                     | Lotto Dstny              | Belgique               | + 0 s                  |
| 3e                     | Soudal Quick-Step        | Belgique               | + 1 s                  |
| 4e                     | Groupama-FDJ             | France                 | + 25 s                 |
| 5e                     | AG2R Citroën Team        | France                 | + 1 min 14 s           |
| 6e                     | Arkéa-Samsic             | France                 | + 3 min 39 s           |
| 7e                     | TotalEnergies            | France                 | + 3 min 50 s           |
| 8e                     | Intermarché-Circus-Wanty | Belgique               | + 8 min 12 s           |
| 9e                     | Cofidis                  | France                 | + 9 min 52 s           |
| 10e                    | Uno-X Pro Cycling Team   | Norvège                | + 10 min 00 s          |

## Evolution des classements
| Étape              | Vainqueur          | Classement général | Classement de la montagne | Classement par points | Classement du meilleur jeune | Classement par équipe |
| ------------------ | ------------------ | ------------------ | ------------------------- | --------------------- | ---------------------------- | --------------------- |
| 1                  | Olav Kooij         | Olav Kooij         | Alex Colman               | Olav Kooij            | Olav Kooij                   | Groupama-FDJ          |
| 2                  | Romain Grégoire    | Samuel Leroux      | Tuur Dens                 | Olav Kooij            | Olav Kooij                   | Groupama-FDJ          |
| 3                  | Benjamin Thomas    | Benjamin Thomas    | Tuur Dens                 | Benjamin Thomas       | Ethan Vernon                 | Soudal Quick-Step     |
| 4                  | Olav Kooij         | Kasper Asgreen     | Alex Colman               | Olav Kooij            | Ethan Vernon                 | Soudal Quick-Step     |
| 5                  | Per Strand Hagenes | Romain Grégoire    | Alex Colman               | Olav Kooij            | Romain Grégoire              | Jumbo-Visma           |
| 6                  | Tim Merlier        | Romain Grégoire    | Alex Colman               | Olav Kooij            | Romain Grégoire              | Jumbo-Visma           |
| Classements finals | Classements finals | Romain Grégoire    | Alex Colman               | Olav Kooij            | Romain Grégoire              | Jumbo-Visma           |

## Liste des participants
| Lotto Dstny LTD | Lotto Dstny LTD          | Lotto Dstny LTD |
| --------------- | ------------------------ | --------------- |
| Num             | Coureur                  | Pos             |
| 1               | Arnaud De Lie (BEL)      | NP-2            |
| 2               | Cédric Beullens (BEL)    | 11e             |
| 3               | Axel De Lie (BEL)        | 101e            |
| 4               | Sébastien Grignard (BEL) | 53e             |
| 5               | Arjen Livyns (BEL)       | 17e             |
| 6               | Rüdiger Selig (GER)      | 46e             |
| 7               | Brent Van Moer (BEL)     | 5e              |

| AG2R Citroën Team ACT | AG2R Citroën Team ACT     | AG2R Citroën Team ACT |
| --------------------- | ------------------------- | --------------------- |
| Num                   | Coureur                   | Pos                   |
| 11                    | Greg Van Avermaet (BEL)   | 13e                   |
| 12                    | Benoît Cosnefroy (FRA)    | NP-6                  |
| 13                    | Oliver Naesen (BEL)       | 18e                   |
| 14                    | Valentin Retailleau (FRA) | 65e                   |
| 15                    | Antoine Raugel (FRA)      | 25e                   |
| 16                    | Marc Sarreau (FRA)        | 82e                   |
| 17                    | Bastien Tronchon (FRA)    | AB-5                  |

| Groupama-FDJ GFC | Groupama-FDJ GFC      | Groupama-FDJ GFC |
| ---------------- | --------------------- | ---------------- |
| Num              | Coureur               | Pos              |
| 21               | Lewis Askey (GBR)     | 32e              |
| 22               | Romain Grégoire (FRA) | 1er              |
| 23               | Olivier Le Gac (FRA)  | 33e              |
| 24               | Enzo Paleni (FRA)     | 67e              |
| 25               | Paul Penhoët (FRA)    | 19e              |
| 26               | Samuel Watson (GBR)   | 10e              |
| 27               | Bram Welten (NED)     | 72e              |

| Cofidis COF | Cofidis COF            | Cofidis COF |
| ----------- | ---------------------- | ----------- |
| Num         | Coureur                | Pos         |
| 31          | Benjamin Thomas (FRA)  | 16e         |
| 32          | Piet Allegaert (BEL)   | 59e         |
| 33          | Victor Lafay (FRA)     | AB-5        |
| 34          | Christophe Noppe (BEL) | 94e         |
| 35          | Alexis Renard (FRA)    | 7e          |
| 36          | Jelle Wallays (BEL)    | 93e         |
| 37          | Max Walscheid (GER)    | 60e         |

| Intermarché-Circus-Wanty ICW | Intermarché-Circus-Wanty ICW | Intermarché-Circus-Wanty ICW |
| ---------------------------- | ---------------------------- | ---------------------------- |
| Num                          | Coureur                      | Pos                          |
| 41                           | Gerben Thijssen (BEL)        | 66e                          |
| 42                           | Adrien Petit (FRA)           | 70e                          |
| 43                           | Axel Huens (FRA)             | 45e                          |
| 44                           | Kevin Kuhn (SUI)             | 62e                          |
| 45                           | Julius Johansen (DEN)        | 49e                          |
| 46                           | Boy van Poppel (NED)         | 85e                          |
| 47                           | Loïc Vliegen (BEL)           | 22e                          |

| Arkéa-Samsic ARK | Arkéa-Samsic ARK        | Arkéa-Samsic ARK |
| ---------------- | ----------------------- | ---------------- |
| Num              | Coureur                 | Pos              |
| 51               | Hugo Hofstetter (FRA)   | 38e              |
| 52               | Louis Barré (FRA)       | NP-5             |
| 53               | Anthony Delaplace (FRA) | 14e              |
| 54               | Daniel McLay (GBR)      | NP-4             |
| 55               | Kévin Ledanois (FRA)    | NP-4             |
| 56               | Laurent Pichon (FRA)    | 15e              |
| 57               | Mathis Le Berre (FRA)   | 52e              |

| TotalEnergies TEN | TotalEnergies TEN            | TotalEnergies TEN |
| ----------------- | ---------------------------- | ----------------- |
| Num               | Coureur                      | Pos               |
| 61                | Peter Sagan (SVK) (route)    | 8e                |
| 62                | Maciej Bodnar (POL) (chrono) | 84e               |
| 63                | Lorrenzo Manzin (FRA)        | 76e               |
| 64                | Daniel Oss (ITA)             | 58e               |
| 65                | Geoffrey Soupe (FRA)         | 56e               |
| 66                | Anthony Turgis (FRA)         | AB-6              |
| 67                | Paul Ourselin (FRA)          | 31e               |

| Jumbo-Visma TJV | Jumbo-Visma TJV          | Jumbo-Visma TJV |
| --------------- | ------------------------ | --------------- |
| Num             | Coureur                  | Pos             |
| 71              | Olav Kooij (NED)         | 4e              |
| 72              | Mick van Dijke (NED)     | 30e             |
| 73              | Loe van Belle (NED)      | 36e             |
| 74              | Jos van Emden (NED)      | 26e             |
| 75              | Timo Roosen (NED)        | 50e             |
| 76              | Tosh Van der Sande (BEL) | 41e             |
| 77              | Per Strand Hagenes (NOR) | 9e              |

| Soudal Quick-Step SOQ | Soudal Quick-Step SOQ     | Soudal Quick-Step SOQ |
| --------------------- | ------------------------- | --------------------- |
| Num                   | Coureur                   | Pos                   |
| 81                    | Tim Merlier (BEL) (route) | 35e                   |
| 82                    | Kasper Asgreen (DEN)      | 2e                    |
| 83                    | Jannik Steimle (GER)      | 73e                   |
| 84                    | Bert Van Lerberghe (BEL)  | 47e                   |
| 85                    | Stan Van Tricht (BEL)     | 39e                   |
| 86                    | Ethan Vernon (GBR)        | 6e                    |
| 87                    | Lars Craps (BEL)          | 96e                   |

| Astana Qazaqstan Team AST | Astana Qazaqstan Team AST     | Astana Qazaqstan Team AST |
| ------------------------- | ----------------------------- | ------------------------- |
| Num                       | Coureur                       | Pos                       |
| 91                        | Cees Bol (NED)                | 3e                        |
| 92                        | Gleb Syritsa                  | NP-2                      |
| 93                        | Yevgeniy Gidich (KAZ) (route) | 83e                       |
| 94                        | Gleb Brussenskiy (KAZ)        | 40e                       |
| 95                        | Yuriy Natarov (KAZ) (chrono)  | 103e                      |
| 96                        | Dmitriy Gruzdev (KAZ)         | 55e                       |
| 97                        | Igor Chzhan (KAZ)             | NP-5                      |

| Team Flanders-Baloise TFB | Team Flanders-Baloise TFB | Team Flanders-Baloise TFB |
| ------------------------- | ------------------------- | ------------------------- |
| Num                       | Coureur                   | Pos                       |
| 101                       | Alex Colman (BEL)         | 63e                       |
| 102                       | Noah Vandenbranden (BEL)  | AB-5                      |
| 103                       | Lindsay De Vylder (BEL)   | 79e                       |
| 104                       | Gilles De Wilde (BEL)     | 92e                       |
| 105                       | Tuur Dens (BEL)           | 104e                      |
| 106                       | Milan Fretin (BEL)        | 68e                       |
| 107                       | Aaron Van Poucke (BEL)    | 57e                       |

| Bingoal WB BWB | Bingoal WB BWB                 | Bingoal WB BWB |
| -------------- | ------------------------------ | -------------- |
| Num            | Coureur                        | Pos            |
| 111            | Guillaume Van Keirsbulck (BEL) | 78e            |
| 112            | Cériel Desal (BEL)             | 71e            |
| 113            | Matteo Malucelli (ITA)         | 87e            |
| 114            | Julian Mertens (BEL)           | 42e            |
| 115            | Ludovic Robeet (BEL)           | 34e            |
| 116            | Luca Van Boven (BEL)           | 21e            |
| 117            | Karl Patrick Lauk (EST)        | AB-1           |

| Human Powered Health HPM | Human Powered Health HPM      | Human Powered Health HPM |
| ------------------------ | ----------------------------- | ------------------------ |
| Num                      | Coureur                       | Pos                      |
| 121                      | Chad Haga (USA)               | AB-6                     |
| 122                      | Stanisław Aniołkowski (POL)   | 64e                      |
| 123                      | Alan Banaszek (POL)           | AB-6                     |
| 124                      | Pier-André Côté (CAN) (route) | 20e                      |
| 125                      | Gage Hecht (USA)              | AB-6                     |
| 126                      | Benjamin Perry (CAN)          | NP-2                     |
| 127                      | Barnabás Peák (HUN)           | NP-2                     |

| Uno-X Pro Cycling Team UXT | Uno-X Pro Cycling Team UXT  | Uno-X Pro Cycling Team UXT |
| -------------------------- | --------------------------- | -------------------------- |
| Num                        | Coureur                     | Pos                        |
| 131                        | Lasse Norman Leth (DEN)     | 80e                        |
| 132                        | Erlend Blikra (NOR)         | 89e                        |
| 133                        | Erik Nordsæter Resell (NOR) | 27e                        |
| 134                        | Niklas Larsen (DEN)         | 88e                        |
| 135                        | Anthon Charmig (DEN)        | 23e                        |
| 136                        | William Blume Levy (DEN)    | AB-6                       |
| 137                        | Jonas Abrahamsen (NOR)      | 91e                        |

| Equipo Kern Pharma EKP | Equipo Kern Pharma EKP   | Equipo Kern Pharma EKP |
| ---------------------- | ------------------------ | ---------------------- |
| Num                    | Coureur                  | Pos                    |
| 141                    | Martí Márquez (ESP)      | AB-5                   |
| 142                    | Eugenio Sánchez (ESP)    | AB-6                   |
| 143                    | Ibon Ruiz (ESP)          | AB-6                   |
| 144                    | Danny van der Tuuk (NED) | 75e                    |
| 145                    | Urko Berrade (ESP)       | 69e                    |
| 146                    | Iñigo Elosegui (ESP)     | AB-5                   |
| 147                    | Pau Miquel (ESP)         | 48e                    |

| Bolton Equities Black Spoke Pro Cycling BEB | Bolton Equities Black Spoke Pro Cycling BEB | Bolton Equities Black Spoke Pro Cycling BEB |
| ------------------------------------------- | ------------------------------------------- | ------------------------------------------- |
| Num                                         | Coureur                                     | Pos                                         |
| 151                                         | Aaron Gate (NZL) (chrono)                   | 51e                                         |
| 152                                         | Logan Currie (NZL)                          | 12e                                         |
| 153                                         | Ollie Jones (NZL)                           | 77e                                         |
| 154                                         | Luke Mudgway (NZL)                          | 86e                                         |
| 155                                         | Mark Stewart (GBR)                          | NP-3                                        |
| 156                                         | Tom Sexton (NZL)                            | 100e                                        |
| 157                                         | James Oram (NZL) (route)                    | 99e                                         |

| Van Rysel-Roubaix Lille Métropole VRL | Van Rysel-Roubaix Lille Métropole VRL | Van Rysel-Roubaix Lille Métropole VRL |
| ------------------------------------- | ------------------------------------- | ------------------------------------- |
| Num                                   | Coureur                               | Pos                                   |
| 161                                   | Thomas Boudat (FRA)                   | AB-6                                  |
| 162                                   | Samuel Leroux (FRA)                   | 44e                                   |
| 163                                   | Rait Ärm (EST)                        | 43e                                   |
| 164                                   | Norman Vahtra (EST)                   | 97e                                   |
| 165                                   | Maxime Jarnet (FRA)                   | 54e                                   |
| 166                                   | Valentin Tabellion (FRA)              | 74e                                   |
| 167                                   | Kenny Molly (BEL)                     | 61e                                   |

| Saint Michel-Mavic-Auber 93 AUB | Saint Michel-Mavic-Auber 93 AUB | Saint Michel-Mavic-Auber 93 AUB |
| ------------------------------- | ------------------------------- | ------------------------------- |
| Num                             | Coureur                         | Pos                             |
| 171                             | Rudy Barbier (FRA)              | AB-2                            |
| 172                             | Romain Cardis (FRA)             | 28e                             |
| 173                             | Nicolas Debeaumarché (FRA)      | AB-6                            |
| 174                             | Théo Delacroix (FRA)            | NP-2                            |
| 175                             | Joris Delbove (FRA)             | AB-6                            |
| 176                             | Flavien Maurelet (FRA)          | 24e                             |
| 177                             | Morne van Niekerk (RSA)         | 90e                             |

| Nice Métropole Côte d'Azur NMC | Nice Métropole Côte d'Azur NMC | Nice Métropole Côte d'Azur NMC |
| ------------------------------ | ------------------------------ | ------------------------------ |
| Num                            | Coureur                        | Pos                            |
| 181                            | Jonathan Couanon (FRA)         | 29e                            |
| 182                            | Damien Girard (FRA)            | AB-6                           |
| 183                            | Paul Hennequin (FRA)           | AB-5                           |
| 184                            | Julian Lino (FRA)              | 98e                            |
| 185                            | Jean-Louis Le Ny (FRA)         | AB-5                           |
| 186                            | Andrea Mifsud                  | AB-5                           |
| 187                            | Axel Narbonne-Zuccarelli (FRA) | AB-5                           |

| CIC U Nantes Atlantique UCN | CIC U Nantes Atlantique UCN | CIC U Nantes Atlantique UCN |
| --------------------------- | --------------------------- | --------------------------- |
| Num                         | Coureur                     | Pos                         |
| 191                         | Pierre Barbier (FRA)        | 95e                         |
| 192                         | Enzo Boulet (FRA)           | 102e                        |
| 193                         | Lucas Bourgoyne (USA)       | AB-4                        |
| 194                         | Rasmus Søjberg (DEN)        | 81e                         |
| 195                         | Maël Guégan (FRA)           | 37e                         |
| 196                         | Nolann Mahoudo (FRA)        | NP-5                        |
| 197                         | Emmanuel Morin (FRA)        | AB-5                        |

| Lotto Dstny LTD | Lotto Dstny LTD          | Lotto Dstny LTD |
| --------------- | ------------------------ | --------------- |
| Num             | Coureur                  | Pos             |
| 1               | Arnaud De Lie (BEL)      | NP-2            |
| 2               | Cédric Beullens (BEL)    | 11e             |
| 3               | Axel De Lie (BEL)        | 101e            |
| 4               | Sébastien Grignard (BEL) | 53e             |
| 5               | Arjen Livyns (BEL)       | 17e             |
| 6               | Rüdiger Selig (GER)      | 46e             |
| 7               | Brent Van Moer (BEL)     | 5e              |

| AG2R Citroën Team ACT | AG2R Citroën Team ACT     | AG2R Citroën Team ACT |
| --------------------- | ------------------------- | --------------------- |
| Num                   | Coureur                   | Pos                   |
| 11                    | Greg Van Avermaet (BEL)   | 13e                   |
| 12                    | Benoît Cosnefroy (FRA)    | NP-6                  |
| 13                    | Oliver Naesen (BEL)       | 18e                   |
| 14                    | Valentin Retailleau (FRA) | 65e                   |
| 15                    | Antoine Raugel (FRA)      | 25e                   |
| 16                    | Marc Sarreau (FRA)        | 82e                   |
| 17                    | Bastien Tronchon (FRA)    | AB-5                  |

| Groupama-FDJ GFC | Groupama-FDJ GFC      | Groupama-FDJ GFC |
| ---------------- | --------------------- | ---------------- |
| Num              | Coureur               | Pos              |
| 21               | Lewis Askey (GBR)     | 32e              |
| 22               | Romain Grégoire (FRA) | 1er              |
| 23               | Olivier Le Gac (FRA)  | 33e              |
| 24               | Enzo Paleni (FRA)     | 67e              |
| 25               | Paul Penhoët (FRA)    | 19e              |
| 26               | Samuel Watson (GBR)   | 10e              |
| 27               | Bram Welten (NED)     | 72e              |

| Cofidis COF | Cofidis COF            | Cofidis COF |
| ----------- | ---------------------- | ----------- |
| Num         | Coureur                | Pos         |
| 31          | Benjamin Thomas (FRA)  | 16e         |
| 32          | Piet Allegaert (BEL)   | 59e         |
| 33          | Victor Lafay (FRA)     | AB-5        |
| 34          | Christophe Noppe (BEL) | 94e         |
| 35          | Alexis Renard (FRA)    | 7e          |
| 36          | Jelle Wallays (BEL)    | 93e         |
| 37          | Max Walscheid (GER)    | 60e         |

| Intermarché-Circus-Wanty ICW | Intermarché-Circus-Wanty ICW | Intermarché-Circus-Wanty ICW |
| ---------------------------- | ---------------------------- | ---------------------------- |
| Num                          | Coureur                      | Pos                          |
| 41                           | Gerben Thijssen (BEL)        | 66e                          |
| 42                           | Adrien Petit (FRA)           | 70e                          |
| 43                           | Axel Huens (FRA)             | 45e                          |
| 44                           | Kevin Kuhn (SUI)             | 62e                          |
| 45                           | Julius Johansen (DEN)        | 49e                          |
| 46                           | Boy van Poppel (NED)         | 85e                          |
| 47                           | Loïc Vliegen (BEL)           | 22e                          |

| Arkéa-Samsic ARK | Arkéa-Samsic ARK        | Arkéa-Samsic ARK |
| ---------------- | ----------------------- | ---------------- |
| Num              | Coureur                 | Pos              |
| 51               | Hugo Hofstetter (FRA)   | 38e              |
| 52               | Louis Barré (FRA)       | NP-5             |
| 53               | Anthony Delaplace (FRA) | 14e              |
| 54               | Daniel McLay (GBR)      | NP-4             |
| 55               | Kévin Ledanois (FRA)    | NP-4             |
| 56               | Laurent Pichon (FRA)    | 15e              |
| 57               | Mathis Le Berre (FRA)   | 52e              |

| TotalEnergies TEN | TotalEnergies TEN            | TotalEnergies TEN |
| ----------------- | ---------------------------- | ----------------- |
| Num               | Coureur                      | Pos               |
| 61                | Peter Sagan (SVK) (route)    | 8e                |
| 62                | Maciej Bodnar (POL) (chrono) | 84e               |
| 63                | Lorrenzo Manzin (FRA)        | 76e               |
| 64                | Daniel Oss (ITA)             | 58e               |
| 65                | Geoffrey Soupe (FRA)         | 56e               |
| 66                | Anthony Turgis (FRA)         | AB-6              |
| 67                | Paul Ourselin (FRA)          | 31e               |

| Jumbo-Visma TJV | Jumbo-Visma TJV          | Jumbo-Visma TJV |
| --------------- | ------------------------ | --------------- |
| Num             | Coureur                  | Pos             |
| 71              | Olav Kooij (NED)         | 4e              |
| 72              | Mick van Dijke (NED)     | 30e             |
| 73              | Loe van Belle (NED)      | 36e             |
| 74              | Jos van Emden (NED)      | 26e             |
| 75              | Timo Roosen (NED)        | 50e             |
| 76              | Tosh Van der Sande (BEL) | 41e             |
| 77              | Per Strand Hagenes (NOR) | 9e              |

| Soudal Quick-Step SOQ | Soudal Quick-Step SOQ     | Soudal Quick-Step SOQ |
| --------------------- | ------------------------- | --------------------- |
| Num                   | Coureur                   | Pos                   |
| 81                    | Tim Merlier (BEL) (route) | 35e                   |
| 82                    | Kasper Asgreen (DEN)      | 2e                    |
| 83                    | Jannik Steimle (GER)      | 73e                   |
| 84                    | Bert Van Lerberghe (BEL)  | 47e                   |
| 85                    | Stan Van Tricht (BEL)     | 39e                   |
| 86                    | Ethan Vernon (GBR)        | 6e                    |
| 87                    | Lars Craps (BEL)          | 96e                   |

| Astana Qazaqstan Team AST | Astana Qazaqstan Team AST     | Astana Qazaqstan Team AST |
| ------------------------- | ----------------------------- | ------------------------- |
| Num                       | Coureur                       | Pos                       |
| 91                        | Cees Bol (NED)                | 3e                        |
| 92                        | Gleb Syritsa                  | NP-2                      |
| 93                        | Yevgeniy Gidich (KAZ) (route) | 83e                       |
| 94                        | Gleb Brussenskiy (KAZ)        | 40e                       |
| 95                        | Yuriy Natarov (KAZ) (chrono)  | 103e                      |
| 96                        | Dmitriy Gruzdev (KAZ)         | 55e                       |
| 97                        | Igor Chzhan (KAZ)             | NP-5                      |

| Team Flanders-Baloise TFB | Team Flanders-Baloise TFB | Team Flanders-Baloise TFB |
| ------------------------- | ------------------------- | ------------------------- |
| Num                       | Coureur                   | Pos                       |
| 101                       | Alex Colman (BEL)         | 63e                       |
| 102                       | Noah Vandenbranden (BEL)  | AB-5                      |
| 103                       | Lindsay De Vylder (BEL)   | 79e                       |
| 104                       | Gilles De Wilde (BEL)     | 92e                       |
| 105                       | Tuur Dens (BEL)           | 104e                      |
| 106                       | Milan Fretin (BEL)        | 68e                       |
| 107                       | Aaron Van Poucke (BEL)    | 57e                       |

| Bingoal WB BWB | Bingoal WB BWB                 | Bingoal WB BWB |
| -------------- | ------------------------------ | -------------- |
| Num            | Coureur                        | Pos            |
| 111            | Guillaume Van Keirsbulck (BEL) | 78e            |
| 112            | Cériel Desal (BEL)             | 71e            |
| 113            | Matteo Malucelli (ITA)         | 87e            |
| 114            | Julian Mertens (BEL)           | 42e            |
| 115            | Ludovic Robeet (BEL)           | 34e            |
| 116            | Luca Van Boven (BEL)           | 21e            |
| 117            | Karl Patrick Lauk (EST)        | AB-1           |

| Human Powered Health HPM | Human Powered Health HPM      | Human Powered Health HPM |
| ------------------------ | ----------------------------- | ------------------------ |
| Num                      | Coureur                       | Pos                      |
| 121                      | Chad Haga (USA)               | AB-6                     |
| 122                      | Stanisław Aniołkowski (POL)   | 64e                      |
| 123                      | Alan Banaszek (POL)           | AB-6                     |
| 124                      | Pier-André Côté (CAN) (route) | 20e                      |
| 125                      | Gage Hecht (USA)              | AB-6                     |
| 126                      | Benjamin Perry (CAN)          | NP-2                     |
| 127                      | Barnabás Peák (HUN)           | NP-2                     |

| Uno-X Pro Cycling Team UXT | Uno-X Pro Cycling Team UXT  | Uno-X Pro Cycling Team UXT |
| -------------------------- | --------------------------- | -------------------------- |
| Num                        | Coureur                     | Pos                        |
| 131                        | Lasse Norman Leth (DEN)     | 80e                        |
| 132                        | Erlend Blikra (NOR)         | 89e                        |
| 133                        | Erik Nordsæter Resell (NOR) | 27e                        |
| 134                        | Niklas Larsen (DEN)         | 88e                        |
| 135                        | Anthon Charmig (DEN)        | 23e                        |
| 136                        | William Blume Levy (DEN)    | AB-6                       |
| 137                        | Jonas Abrahamsen (NOR)      | 91e                        |

| Equipo Kern Pharma EKP | Equipo Kern Pharma EKP   | Equipo Kern Pharma EKP |
| ---------------------- | ------------------------ | ---------------------- |
| Num                    | Coureur                  | Pos                    |
| 141                    | Martí Márquez (ESP)      | AB-5                   |
| 142                    | Eugenio Sánchez (ESP)    | AB-6                   |
| 143                    | Ibon Ruiz (ESP)          | AB-6                   |
| 144                    | Danny van der Tuuk (NED) | 75e                    |
| 145                    | Urko Berrade (ESP)       | 69e                    |
| 146                    | Iñigo Elosegui (ESP)     | AB-5                   |
| 147                    | Pau Miquel (ESP)         | 48e                    |

| Bolton Equities Black Spoke Pro Cycling BEB | Bolton Equities Black Spoke Pro Cycling BEB | Bolton Equities Black Spoke Pro Cycling BEB |
| ------------------------------------------- | ------------------------------------------- | ------------------------------------------- |
| Num                                         | Coureur                                     | Pos                                         |
| 151                                         | Aaron Gate (NZL) (chrono)                   | 51e                                         |
| 152                                         | Logan Currie (NZL)                          | 12e                                         |
| 153                                         | Ollie Jones (NZL)                           | 77e                                         |
| 154                                         | Luke Mudgway (NZL)                          | 86e                                         |
| 155                                         | Mark Stewart (GBR)                          | NP-3                                        |
| 156                                         | Tom Sexton (NZL)                            | 100e                                        |
| 157                                         | James Oram (NZL) (route)                    | 99e                                         |

| Van Rysel-Roubaix Lille Métropole VRL | Van Rysel-Roubaix Lille Métropole VRL | Van Rysel-Roubaix Lille Métropole VRL |
| ------------------------------------- | ------------------------------------- | ------------------------------------- |
| Num                                   | Coureur                               | Pos                                   |
| 161                                   | Thomas Boudat (FRA)                   | AB-6                                  |
| 162                                   | Samuel Leroux (FRA)                   | 44e                                   |
| 163                                   | Rait Ärm (EST)                        | 43e                                   |
| 164                                   | Norman Vahtra (EST)                   | 97e                                   |
| 165                                   | Maxime Jarnet (FRA)                   | 54e                                   |
| 166                                   | Valentin Tabellion (FRA)              | 74e                                   |
| 167                                   | Kenny Molly (BEL)                     | 61e                                   |

| Saint Michel-Mavic-Auber 93 AUB | Saint Michel-Mavic-Auber 93 AUB | Saint Michel-Mavic-Auber 93 AUB |
| ------------------------------- | ------------------------------- | ------------------------------- |
| Num                             | Coureur                         | Pos                             |
| 171                             | Rudy Barbier (FRA)              | AB-2                            |
| 172                             | Romain Cardis (FRA)             | 28e                             |
| 173                             | Nicolas Debeaumarché (FRA)      | AB-6                            |
| 174                             | Théo Delacroix (FRA)            | NP-2                            |
| 175                             | Joris Delbove (FRA)             | AB-6                            |
| 176                             | Flavien Maurelet (FRA)          | 24e                             |
| 177                             | Morne van Niekerk (RSA)         | 90e                             |

| Nice Métropole Côte d'Azur NMC | Nice Métropole Côte d'Azur NMC | Nice Métropole Côte d'Azur NMC |
| ------------------------------ | ------------------------------ | ------------------------------ |
| Num                            | Coureur                        | Pos                            |
| 181                            | Jonathan Couanon (FRA)         | 29e                            |
| 182                            | Damien Girard (FRA)            | AB-6                           |
| 183                            | Paul Hennequin (FRA)           | AB-5                           |
| 184                            | Julian Lino (FRA)              | 98e                            |
| 185                            | Jean-Louis Le Ny (FRA)         | AB-5                           |
| 186                            | Andrea Mifsud                  | AB-5                           |
| 187                            | Axel Narbonne-Zuccarelli (FRA) | AB-5                           |

| CIC U Nantes Atlantique UCN | CIC U Nantes Atlantique UCN | CIC U Nantes Atlantique UCN |
| --------------------------- | --------------------------- | --------------------------- |
| Num                         | Coureur                     | Pos                         |
| 191                         | Pierre Barbier (FRA)        | 95e                         |
| 192                         | Enzo Boulet (FRA)           | 102e                        |
| 193                         | Lucas Bourgoyne (USA)       | AB-4                        |
| 194                         | Rasmus Søjberg (DEN)        | 81e                         |
| 195                         | Maël Guégan (FRA)           | 37e                         |
| 196                         | Nolann Mahoudo (FRA)        | NP-5                        |
| 197                         | Emmanuel Morin (FRA)        | AB-5                        |